# 弥勒堂 (茨木市)
弥勒堂（みろくどう）は大阪府茨木市水尾にある仏堂。本尊は弥勒菩薩。

## 概要
弥勒堂は僧行基が開基したという西方浄土寺址にあり、浄土寺は境内に瑞光寺、浄楽寺、心願寺、迦称寺、慶明寺等の坊舎があったが、明徳年間（1390～1394）に高野山との確執を契機に衰退し、天正年間（1573～1592）、織田信長により焼き払われた。
現在の堂は阪神・淡路大震災の後、平成8年（1996年）に建て直したもの。旧堂の貞享3年（1686年）の棟札に「上棟摂津国島下郡水尾村浄土寺本堂造立所敬白」とあり、弥勒堂は浄土寺の本堂とみなされている。水尾・内瀬・真砂の旧3カ村の総代による共同管理で、毎年3月15日の涅槃会（ねはんえ）に涅槃図と十王図の開帳を行っている。

## 文化財
- 弥勒菩薩立像 木造寄木造 平安時代
- 仏涅槃図 絹本著色 室町時代～江戸時代、平素は茨木市立文化財資料館に寄託。
- 十王図 絹本著色2幅 鎌倉時代末期、平素は茨木市立文化財資料館に寄託[3]。
- 法華壹萬部塔 享保10年（1725年）造立の石造五重塔。

## 交通アクセス
- 阪急京都本線茨木市駅から、徒歩20分